# N-2
N-2  — вірменська реактивна система залпового вогню
Це легка система залпового вогню ближнього бою розроблена на шасі військового автомобіля ГАЗ-3308 «Садко» та являє собою пускову установку для запуску 12 боєприпасів класу РПГ-7 з використанням дистанційного електричного пульта. Боєприпаси можуть запускатися одиночно або залпом за час не більше 10 сек. Пускова установка розроблена для використання вироблених ВПК Вірменії реактивних гранат TB-1 з термобаричною бойовою частиною або осколково-фугасних гранат OG-7, але сумісна і може використовувати боєприпаси, виготовлені в інших країнах.